# Asmat
Gli Asmat sono un gruppo etnico della Nuova Guinea (Papuani), residente a Papua, provincia dell'Indonesia. 
Gli Asmat possiedono una delle più conosciute e vive tradizioni di intaglio del legno del Pacifico; la loro arte è richiesta dai collezionisti di tutto il mondo. Abitano in una regione sulla costa sudoccidentale dell'isola che si affaccia sul mar degli Alfuri, con una superficie totale di circa 19.000 km², coperta da mangrovie, maree, paludi di acqua dolce, e foreste pluviali nei bassopiani. Essi vivono in villaggi isolati e traggono i mezzi di sussistenza grazie alla caccia, alla pesca e al sago, ossia un amido estratto dal midollo di diverse specie di palma . La terra degli Asmat è situata all'interno e adiacente al Parco nazionale di Lorentz (Patrimonio dell'umanità), la più grande area protetta della regione Asia-Pacifico. La popolazione totale Asmat è stimata intorno alle 70.000 unità. Il termine Asmat è usato per indicare sia le persone sia la regione in cui abitano.

## La cultura e l'arte
La tradizione più importante degli Asmat è la ‘’caccia alle teste’’, la quale ha una base nel sistema di valori e nell’ordinamento sociale del gruppo. Essendo cacciatori di teste, il rapporto con le diverse comunità è caratterizzato da uno stato di ostilità e avversione. L’onore, il matrimonio e il prestigio di un uomo dipendono dal suo successo nel collezionare teste umane. 
La caccia ha una funzione fondamentale nei riti di iniziazione. Inoltre, è di grande importanza perché ha la facoltà di placare gli spiriti degli uccisi vendicando l’assassinio dei parenti. Gli Asmat ritengono che le teste abbiano il potere della germinazione e della riproduzione che si può trasmettere ai giovani in fase di maturazione. 
Per quanto concerne il dualismo tra arte e religione, è di fondamentale importanza il cosiddetto rito ‘’Bis’’, il cui scopo è quello di ritrarre e glorificare i morti uccisi dai cacciatori di teste dei villaggi adiacenti. L’aspetto più importante del rito consiste nella preparazione dell’albero del Bis, ossia un fusto alto circa cinque metri che gli Asmat maneggiano in maniera speciale, scolpendo figure umane ed uccelli circondati da altri motivi ornamentali. Il rito viene accompagnato da canti in cui si esaltano le imprese degli antichi cacciatori di teste del proprio villaggio. 
Gli uomini del villaggio scelgono l’albero adatto spingendo le canoe in mezzo alle mangrovie. Una volta selezionato l’albero, esso viene tagliato dai migliori cacciatori di cinghiali poiché gli Asmat credono che l’albero toccato da questi ultimi porterà maggiore successo ai vendicatori dei morti. Affinché un morto possa essere onorato e dunque scolpito sul tronco dell’albero del Bis, un suo familiare deve pagare e ricompensare tutti coloro che contribuiscono alla lavorazione del legno. Gli artisti aggiungono gli occhi e la bocca prima dell’inizio della cerimonia. Una volta terminata l’opera, l’albero viene disposto nel locale degli uomini e poiché non deve toccare il terreno, viene sistemato su un piano rialzato con la radice rivolta verso il cielo. 
Secondo la tradizione, per vendicarsi contro gli assassini delle persone scolpite nel fusto dell’albero, gli uomini devono simulare un attacco al Bis dividendosi in due fazioni. Il rito si conclude con la partecipazione delle donne che danzano intorno agli uomini. La danza, come la rappresentazione della finta battaglia e del canto, sono elementi necessari del rito stesso. Anche la lavorazione dell’opera d’arte è parte indispensabile della cerimonia religiosa .
Secondo gli Asmat, inoltre, uomini, animali e piante hanno un’anima e tutto è caratterizzato dalla spiritualità. A loro parere, è fondamentale conservare l’armonia tra il mondo dei vivi e il mondo dei morti per assicurare il benessere della popolazione.